# Dysphania pumilio
Chénopode nain, Chénopode couché
Espèce
Le Chénopode nain ou Chénopode couché (Dysphania pumilio) est une espèce de plantes de la famille des Amaranthacées.